# Touch My Body
A Touch My Body Mariah Carey amerikai popénekesnő első kislemeze tizenötödik, E=MC² című albumáról. A dal Carey tizennyolcadik listavezető száma a Billboard Hot 100 slágerlistán. Ezzel legyőzte Elvis Presleyt, akivel korábban holtversenyben állt a 2. helyen, mint legtöbb listavezető dallal rendelkező előadó; jelenleg csak a The Beatles előzi meg.

## Megjelentetése
A dalt L. A. Reid és az Island Records munkatársai megbeszélésén választották az album első kislemezének. (Korábban az a hír terjengett az interneten, hogy a Migrate lesz az első kislemez.) Carey azt mondta, úgy döntöttek, gyors tempójú dalt jelentetnek meg, és a Touch My Body mindenkinek tetszett, mert „mókás, aranyos, szexi és édes”.
A dalt február 12-én este 6:30-kor (keleti parti időzóna) küldték el a rádióállomásoknak. Elsőként hivatalosan a Los Angeles-i Power 106 rádió játszotta, de a chicagói B96 rádió már korábban, délután 4-kor leadta A rádiók játszási listájára hivatalosan február 19-én került fel.
Carey március 15-én előadta a dalt a Saturday Night Live-on, majd március 24-én, amikor a dal digitális formátumban is megjelent, ismét fellépett vele, a MTV The Hills című sorozatának szezonnyitásakor.

## Fogadtatása
A kritikusok nagy része pozitívan nyilatkozott a dalról. A Billboard kritikája szerint „ez az érzéki dal 100% Mariah, tele harmonikus rétegekkel és fülbemászó „ó”-kkal a háttérben”. A Blender magazin szerint „a popzene zsenije zseniális popzenét csinál” Az About.com munkatársa, Bill Lamb szintén pozitív kritikát adott a Touch My Bodynak, öt csillagból néggyel osztályozta, és azt írta róla: „egyszerű, érzéki elegancia a pop egyik állócsillagától”. A Newsdaynél a hét dala lett a szám, szerintük „Carey legjobb első kislemeze egy albumról a Heartbreaker óta”. A Digital Spy kritikája is pozitív: „a dal turbékoló, érzéki bájai azt mutatják, Carey visszatérése tovább zajlik”.
Nem minden kritikus volt azonban ennyire lelkes. A Slant Magazine munkatársa, Sal Cinquemani szerint a dal „nem éppen kirobbanó energiával teli, hiányzik belőle az a hangkieresztés, ami jelezte A Hang visszatérését három évvel ezelőtt, de megvan benne az újabb Mariah-dalok minden jellegzetessége”. A Rolling Stone 3.5 csillagot adott a dalnak 2008. március 6-án megjelent számában, kritikájuk szerint „a szuperpiszkos dalban Mariah legendás hangterjedelmét letompították az átlagos, digitalizált zihálás kedvéért”.
A Touch My Body 2008. február 23-án, alig egy nap rádiós játszás után felkerült a Billboard Hot R&B/Hip-Hop Songs slágerlistájának 78. helyére. A Billboard Hot 100 slágerlistán egy héttel korábban az 57. helyen nyitott. A Canadian Hot 100 slágerlistának a 97. helyén debütált és a 2. helyig jutott.
2008. április 2-án bejelentették, hogy a Touch My Body Carey 18. listavezető dala lett a Billboard Hot 100-on, ezzel megdöntötte Elvis Presley rekordját, és szólóelőadóként neki van a legtöbb, egyébként pedig a második legtöbb listavezető száma. A rekorddöntést valószínűleg annak köszönhette, hogy hivatalos letöltés útján rengetegen vásárolták meg a számot: az első héten 286 000-en. A siker a rekordmennyiségű digitális eladásnak köszönhető (a megjelenést követő első héten 286 000). A dal egy hetet töltött a lista élén; Leona Lewis Bleeding Love című dala, amit leszorított az első helyről, egy hét múlva visszatért oda.
A legtöbb országban mérsékelt sikere volt, sok slágerlistán a Top 20-ba került. A nemzetközi egyesített slágerlistán a dal a 2. helyig jutott, ezzel a 18. top 10 dala a listán (a Billboard Hot 100-on a 26.)

## Videóklip és remixek
A dal videóklipjét Brett Ratner rendezte, aki korábban az I Still Believe, Heartbreaker, Thank God I Found You, It’s Like That és We Belong Together című Carey-számok klipjét is. Ratner az AllHipHop.com-nak adott interjújában azt mondta, „Mariah zenei karrierje csúcsán van, és még soha nem nézett ki jobban… Ez lesz a hatodik videóklip, amin együtt dolgoztunk, és vizuálisan, ahogy zeneileg is, határozottan a legjobb. A Touch My Body videóklipje képzelet és komédia tökéletes keveréke, Mariah pedig gyönyörűbb, mint valaha.” A videóklipet Lenny Kravitz házában forgatták, és szerepel benne Jack McBrayer a 30 Rock című sorozatból, minek Carey nagy rajongója. Carey szerepelt az MTV TRL és a BET 106 & Park című műsorában is 2008. február 27-én, hogy bemutassa a Touch My Body videóklipjét. A BET minden órában lejátszotta a klipet a 106 & Park kezdetéig. A VH1 blogjában február 26-án megtekinthető volt egy 45 másodperces betekintés a klipbe, február 27-én éjfélkor pedig levetítették az egész videóklipet. A klip az Island Records weboldalá is megtekinthető volt. Március 5-én a Touch My Body videóklip az MTV TRL klipslágerlistájának első helyére került, március 14-én pedig a BET's 106 & Park Top 10 Live listáját vezette.

### Hivatalos remixek, verziók listája
- Touch My Body (Album version) – 3:25
- Touch My Body (Craig C Club Mix) – 9:56
- Touch My Body (Craig C Dub) – 7:58
- Touch My Body (Craig C Radio Edit) – 4:02
- Touch My Body (Instrumental) – 3:27
- Touch My Body (Radio Edit) – 3:27
- Touch My Body (Remix feat. The-Dream)
- Touch My Body (Seamus Haji & Paul Emanuel Club Remix) – 9:43
- Touch My Body (Seamus Haji & Paul Emanuel Dub) – 8:38
- Touch My Body (Seamus Haji & Paul Emanuel Radio Edit) – 3:54
- Touch My Body (Subkulcha Radio Edit) – 4:34
- Touch My Body (Subkulcha Remix) – 7:00

## Változatok
| CD maxi kislemez (Ausztrália) 1. Touch My Body 2. Touch My Body (Remix feat. The-Dream) 3. Touch My Body (Seamus Haji – Club) 4. Touch My Body (videóklip) CD maxi kislemez (Japán) 1. Touch My Body (Radio Edit) 2. Touch My Body (feat. The-Dream) 3. Touch My Body (Seamus Haji Club Mix) CD maxi kislemez (Európa, Dél-Korea, Thaiföld) 1. Touch My Body (Radio Edit) 2. Touch My Body (Remix feat. The-Dream) 3. Touch My Body (Seamus Haji Club Mix) 4. Touch My Body (videóklip) | CD kislemez (Európa) 1. Touch My Body (Radio Edit) 2. Touch My Body (Seamus Haji Radio Edit) 12" maxi kislemez (Egyesült Királyság) 1. Touch My Body (Radio Edit) 2. Touch My Body (Craig C'S Radio Edit) 3. Touch My Body (Instrumental) 4. Touch My Body (Seamus Haji Club Mix) 12" maxi kislemez (Európa)(1766281) 1. Touch My Body (Radio Edit) 2. Touch My Body (Craig C’s Radio Edit) 3. Touch My Body (Instrumental) 4. Touch My Body (Seamus Haji Club Mix) |

## Helyezések
| Slágerlista (2008)                    | Legmagasabb helyezés |
| ------------------------------------- | -------------------- |
| USA Billboard Hot 100                 | 1                    |
| USA Billboard Hot R&B/Hip-Hop Songs   | 2                    |
| USA Billboard Pop 100                 | 1                    |
| Ausztrál ARIA kislemezlista           | 17                   |
| Belga Ultratop 50                     | 14                   |
| Brit kislemezlista                    | 5                    |
| Brazil Hot 100 kislemezlista          | 1                    |
| Cseh IFPI rádiós lista                | 19                   |
| Dán kislemezlista                     | 20                   |
| Eurochart Hot 100 Singles             | 3                    |
| Francia kislemezlista                 | 16                   |
| Görög IFPI kislemezlista              | 9                    |
| Horvát kislemezlista                  | 1                    |
| Izraeli kislemezlista                 | 4                    |
| Ír kislemezlista                      | 13                   |
| Japán Oricon nemzetközi kislemezlista | 1                    |
| Kanadai Hot 100                       | 2                    |
| Lengyel Top 50                        | 14                   |
| Magyar MAHASZ Rádiós Top 40           | 19                   |
| Német kislemezlista                   | 6                    |
| Norvég kislemezlista                  | 8                    |
| Olasz kislemezlista                   | 5                    |
| Osztrák kislemezlista                 | 5                    |
| Portugál Top 50                       | 10                   |
| Román Top 100                         | 21                   |
| Svájci kislemezlista                  | 3                    |
| Svéd kislemezlista                    | 14                   |
| Szlovák IFPI rádiós lista             | 8                    |
| Török Top 20                          | 6                    |
| Ukrán Top 40                          | 12                   |
| Új-zélandi RIANZ kislemezlista        | 3                    |
| Nemzetközi egyesített slágerlista     | 2                    |